# ゼバスティアン・ブラント

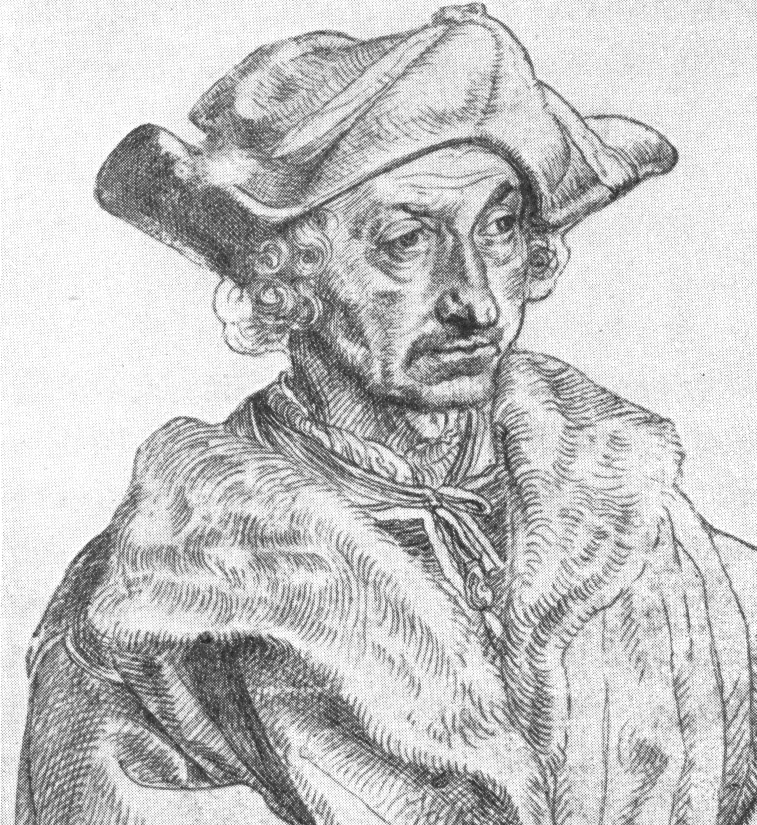
ゼバスティアン・ブラント、アルブレヒト・デューラー画

ゼバスティアン・ブラント (Sebastian BrantまたはBrandtとも 1458年 – 1521年5月10日)は、ドイツの人文主義者、風刺家である。諷刺文学『阿呆船』は代表作である（Das Narrenschiff）。

## 生涯
ブラントはストラスブールにある宿屋の主人の息子として誕生したが、学問を学ぶため1475年にバーゼル大学に入学し、始めは哲学を学び、そののち法学部に転部した。1484年から大学で教鞭を執り始めて、1489年に法学博士号を取得する。1485年に町の刃物屋の娘エリザベート・ビュルクと婚約する。エリザベートは7人の子供を儲けた。
長男のオノフリウスを人文主義者にするため、揺りかごの中でラテン語を教えてあげ、7歳にして大学へと入学させる。
初めブラントは新ラテン語(en:New Latin)詩で人文主義者の注目を集めるが、これでは読者が一部だけに限られると考え、自ら書き上げた作品並びに他者のラテン語詩をドイツ語に訳し始めたうえで友人のヨハン・ベルクマンの出版社から刊行した。同出版社からブラントの最も有名といわれる風刺味あふれるドイツ語作品『阿呆船』（Das Narrenschiff, 1494）が生まれ、その人気はドイツだけにとどまらず、大きな影響力を持った。作者はこの寓話で当時の堕落行為を糾弾している。本作は阿呆者を乗せた船が、阿呆者の楽園ナラゴニアに向かう物語である。ここでブラントは俗悪な人たちの守り本尊として聖グロビアンを想像している。

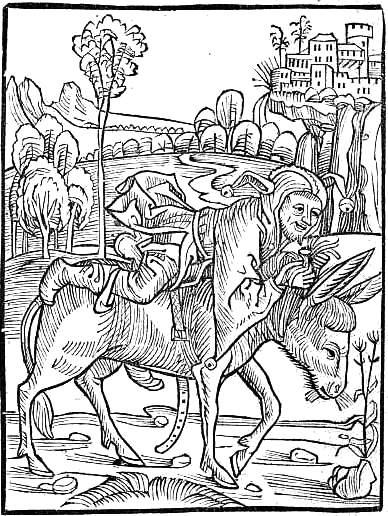
『阿呆船』の木版画

教会法および民法に関する数々の著作物を含むブラントの重要と考えられる著作の多くはバーゼルに住んでいる頃に書かれたものである。1500年にストラスブールに戻って地方行政官となり、生涯にわたって同地に住み続けた。1503年にブラントは高官に任命されて有力な地位を得たが、公務に従事したため文学をさらに追求することが不可能になった。ブラントは西洋世界を救うためにトルコ人を撃退するよう皇帝マクシミリアン1世に何度も嘆願した。同じ精神的態度で1492年にムーア人を征服してスペインを統一したアラゴン王のフェルナンド2世を賞賛していた。ブラントはドイツ文化ナショナリズムの強固な推進者であり、オスマン帝国の脅威から神聖ローマ帝国を守るために道徳的改革が必要であると信じていた。
宗教観は基本的に保守的であったが、『阿呆船』が示すようにブラントの目は教会の悪弊に向けられていた。イギリスのアレクサンダー・バークレイの『阿呆船』 (The Ship of Fools、1509)は、ブラントの原作をテューダー朝初期の英語を用いて自由に翻案したものであり、それからヤコブ・ロッハーによるラテン語版(1497)はブラントの原作に劣らず人気を博した。『コック・ロレルのボーテ』(en:Wynkyn de Wordeが印刷を担当,1510年頃) は『阿呆船』より短くなっている模作品である。本作の中で当時の悪名高い詐欺鋳掛屋であるコック・ロレルが
悪徳商人たちを集めてイギリスを航海するため出帆する物語である。
ブラントの他の多くの作品の中には1501年に刊行された『Aesopi Appologi sive Mythologi cum quibusdam Carminum et Fabularum additionibus』という題名の寓話や、その他に俗説をまとめたものがあり、その作品の美しさは今も高く評価されている。ブラントは1476年に出版されたハインリヒ・シュタインヘーヴェルによる『イソップ』のラテン語版の散文に修正を加え、さらに独特の文体やとんちを組み合わせ、詩の解説を加えた。第2部は様々な資料から集めた寓話を加えたなぞなぞになっており、さらに彼自身の時代や古代にさかのぼる奇跡や自然の驚異が書かれた、まったく新しい作品になっている。
現存するブラントの手紙にはペーター・ショット、ヨハン・ベルグマン・フォン・オルペ、マクシミリアン1世、トーマス・ミュルナー、コンラート・ポイティンガー、ヴィリバルト・ピルクハイマー、ヨハネス・ロイヒリン、ヴェアトゥス・レナヌス、ヤコブ・ヴィンプフェリング、ウルリッヒ・ザジウスなどとやり取りしているのが残っている。

## 刊行物
- Das Narrenschiff, Studienausgabe, ed. by Joachim Knape (Stuttgart: Reclam, 2005)
- Online facsimile of the original
- Edwin H. Zeydel's 1944 translation of The Ship of Fools, of which there is a limited selection on Google Books
- Aesopi Appologi, an unpaged facsimile on Google Books; a page by page online facsimile with short German descriptions from Mannheim University

## 関連文献
- C. H. Herford, The Literary Relations of England and Germany in the 16th Century (1886) discusses the influence of Brant in England.
- John W. Van Cleve, Sebastian Brant's 'The Ship of Fools' in Critical Perspective, 1800-1991 (Columbia, SC: Camden House, 1993).